# Orchestre Poly-Rythmo de Cotonou
Das Orchestre Poly-Rythmo de Cotonou ist eine seit 1968 unter diesem Namen aktive Band aus Cotonou, der größten Stadt Benins. Der Namensbestandteil Poly-Rythmo steht für eine rhythmusbetonte Musik. Ihre Blütezeit hatte die Band in den 1970er Jahren.

## Namensvariationen
Die hier verwendete Bandbezeichnung ist nur eine von vielen, die die Band verwendet. Bei allen Variationen handelt es sich um Abwandlungen oder Kurzfassungen von Le Tout Puissant Orchestre Poly-Rythmo de Cotonou – Benin, bzw. ...de Cotonou – Dahomey. Gemeinsamer Bestandteil aller Varianten ist lediglich Poly-Rythmo – mal mit, mal ohne Bindestrich (vgl. Polyrhythmik). Exemplarisch seien folgende Variationen genannt:
- Poly-Rythmo
- Le Tout Puissant Poly Rythmo de Cotonou
- Le Tout Puissant Poly Rythmo
- Orchestre Poly Rythmo de Cotonou
- Poly Rythmo de Cotonou
- L’Orchestre Poly-Rythmo
- T.P. Orchestre Poly-Rythmo
- L’International Poly-Rythmo

## Bandgeschichte

### Vorgeschichte
Das Orchestre Poly-Rythmo wurde nicht im eigentlichen Sinne gegründet, sondern entstand aus dem Zusammenschluss und der Umbenennung von Vorgängerbands, die daher hier beschrieben werden.

#### Group Meloclem (1964–1965)
Clément Melome, der spätere Bandleader Poly-Rythmos, und François Hoessou bildeten Anfang der 1960er Jahre ein Duett, das im Radio eine Unterhaltungssendung für Kinder spielte. Melome spielte Akkordeon und Hoessou das Kasten-Lamellophon Guidigbo und später Bass. Eskill Lohento, der ein Nachbar Melomes war, trat 1964 als Sänger hinzu, wodurch die Group Meloclem entstand. Sie traten zusätzlich zum Radioprogramm auch in einem französischen Kulturzentrum auf. Als vierter Musiker stieg der Gitarrist Vignon Martin mit ein. Aus Geldmangel mussten sich die Musiker die Instrumente von Creppy Wallace leihen, der Manager der Sunny Blacks Band war. Da diesem die Musik der Group Meloclem gefiel, fragte er sie 1965, ob sie die Sunny Blacks Band verstärken wollten.

#### Sunny Blacks Band (1965–1968)
Durch die Fusion der Group Meloclem mit der ursprünglichen Sunny Blacks Band, die aus Creppy Wallace (musikalischer Leiter), Pedro Mawa Emboise (Gitarre), Somassou Nestor (Perkussion), Allade Lucien (Perkussion) und Don Diego Gustave (Saxophon) bestand, formte sich eine neunköpfige Band. Melome wechselte zuerst vom Akkordeon zum Schlagzeug, bis der Drummer Armeoudji „Vicky“ Joseph hinzu stieß und Melome zur Gitarre wechselte. Der erste Gitarrist Pedro Mawa Emboise war Mitglied einer religiösen Sekte, die es ihm verbot, in Nachtclubs aufzutreten. Daraufhin wurde er letztendlich durch Akadiri Elias Moutabi ersetzt, der im Stil des nigerianischen Highlife-Gitarristen Sir Victor Uwaifo spielen konnte. Mit dieser Besetzung nahm die Band 1966 ihre erste Single auf: Angelina, ein Lied das Poly-Rythmo heute immer noch spielt. Wallace verließ die Band, nachdem er eine Französin heiratete, um in Frankreich Sportlehrer zu werden. Die musikalische Leitung übernahm daraufhin Don Diego Gustave. Dieser wurde aus unbekannten Gründen arrestiert, als die Band nach Nigeria reisen wollte, um dort eine Platte aufzunehmen. Dies destabilisierte die Band und Melome übernahm daraufhin die musikalische Leitung, die er bis zu seinem Tod (bei Poly-Rythmo) innehatte.
Ein weiterer Rückschlag erfolgte 1967 als ein ivorischer Produzent Akadiri Elias Moutabi und François Hoessou abwarb. Als neuer Bassspieler wechselte Bentho Gustave von seiner bisherigen Band Le Super Star de Ouidah zur Sunny Blacks Band. Temporär sprang der nur mittelmäßige Gitarrist Johnny Achille ein. Dieser wurde bald darauf von Bernard „Papillon“ Zoundegnon ersetzt. Zoundegnon war damals noch ein Anfänger an seinem Instrument, später sollte er in Benin geradezu legendär werden. Damit hatte die Kernbesetzung des späteren Orchestre Poly-Rythmos zusammengefunden. Akadiri Elias Moutabi kehrte zu dieser Zeit von der Elfenbeinküste zurück und spielte zeitweise wieder bei der Band. Vor allem aber vermittelte er Papillon sein Können an der Gitarre. Auch Vignon Martin verließ die Band zu einem unbekannten Zeitpunkt unter unklaren Umständen.

#### Orchestre Poly-Disco (1968)
Zu dieser Zeit verwendete die Band noch unentgeltlich das Equipment von Creppy Wallace. Als dessen Familie dies bemerkte, verlangte sie die Rückgabe. Aus Geldmangel musste sich die Band somit einen neuen Sponsor suchen, den sie 1968 in Kentossou André fand, dem Besitzer eines Musikequipmentgeschäftes mit dem Namen Poly Disco. Bedingungen waren, dass der Bandname zu Orchestre Poly-Disco geändert wird und André die Hälfte der Konzerteinnahmen bekam. Da zu dieser Zeit Soul sehr populär war, suchte die Band einen weiteren Sänger, der in diesem Stil singen konnte. Diesen fand sie in Vincent Ahehehinnou, der zuvor bei der Band Daho Jazz aktiv war.

#### Orchestre El-Ritmo (1968)
Die Vereinbarung zwischen der Band und Kentossou André erwies sich für André als nicht lukrativ, weshalb er seine Instrumente an Nikoué Antoné verkaufte, dem Besitzer von drei Nachtclubs. Kurioserweise handelten André und Antoné aus, dass die Band „mitverkauft“ wurde, um in Antonés Clubs zu spielen. Da es den Musikern nur wichtig war, gutes Equipment zur Verfügung zu haben, ließen sie diesen Handel über sich ergehen. Antoné verlangte eine Umbenennung in Orchestre El-Ritmo, wie auch schon die Band hieß, die zuvor bei ihm unter Vertrag stand. Die Band schaffte es nun, ein wachsendes Publikum anzuziehen, wodurch Adissa Seidou, Produzent des Plattenlabels Albarika Store, auf das Orchestre El-Ritmo aufmerksam wurde. Die Band spielte für Seidou im EMI-Studio in Nigeria vier Lieder ein. Auch wenn die Band zu dieser Zeit noch unter dem Namen Orchestre El-Ritmo auftrat, benutzte sie für die Aufnahmen erstmals den Namen Orchestre Poly-Rythmo de Cotonou, da es den Musikern nicht gefiel unter einem Namen zu arbeiten, den zuvor eine andere Band getragen hat. Da Antoné versuchte die Band zu manipulieren und zu kontrollieren, beschlossen sie ihn zu verlassen.

### Blütezeit (1968–1982)
Als Adissa mitkam, dass die Band frei von Nikoué war, nahm er sie unter Vertrag und stellte ihr neue Instrumente zur Verfügung. Die Band nahm nun den Namen an, den sie schon zuvor für die Aufnahmen für Albarika Store verwendete: Orchestre Poly-Rythmo de Cotonou. Melome nahm weitere Musiker in die Band auf: Loko Pierre (Saxophon) und Paul „Gabo“ Agbernadon (Gesang und Perkussion). Außerdem kam mit Leopold Yehouessi ein neuer Schlagzeuger zur Band, da der einzigartige Stil des Schlagzeugers Vicky nicht für jede Musikart, die Poly-Rythmo spielen wollte, passend war. Vicky blieb bei der Band, konzentrierte sich nun aber auf den Gesang in der Sprache Gen, die an der Grenze zu Togo gesprochen wird, und auf die Komposition von Stücken, die auf Vodun-Rhythmen basieren, wie dem Sato.
Bis 1972 nahm Poly-Rythmo ausschließlich für Albarika Store auf. Als in Cotonou ein Plattenpresswerk öffnete, fingen sie an „heimlich“ für bekannte und befreundete Inhaber kleiner beniner Plattenlabels aufzunehmen, wenn Adissa nicht in Cotonou war und es so nicht verhindern konnte. Außerdem nahmen sie auch für ein kleines Label in Niamey (Niger) auf, wenn sie dort waren. Während die Aufnahmen für Albarika Store in Nigeria hauptsächlich im EMI-Studio in Lagos mehrspurig erfolgten, handelte es sich bei denen für die kleinen Labels um „Wohnzimmeraufnahmen“, die live um ein Mikrophon mit einem Nagra-Tonbandgerät aufgenommen wurden. Der Sänger stand am nächsten zu diesem und die Band im Halbkreis hinter ihm.
1973 veröffentlichte die Band auf Albarika Store ihr erstes Album, das vier Afrobeat-Stücke enthielt, die von Vincent Ahehehinnou komponiert wurden. Die Eigenart, dass alle Stücke eines Albums von einem Komponisten sind, wurde bis 1981 beibehalten. So wurden die nächsten beiden Alben, die 1974 erschienen, von Clément Melome komponiert.
1976 wurde die Band zu ihrer größten Besetzung von 16 Mann aufgestockt. Neu dabei waren die Gitarristen Amenoudji Bonaventure (Vickys Bruder) und Mado Martino, der Sänger Theo Blaise Konkou, der für kongolesische Musik zuständig war, sowie die Trompeter Kououhan Theo Ossey und Mike Sharp. Damit ergab sich die in der Tabelle rechts stehende Besetzung.
Mit dieser Besetzung wurden zwei Alben aufgenommen. Anschließend erfolgte eine erneute Umbesetzung. Mike Sharp, Amenoudji Bonaventure, Mado Martino, Allade Lucien und Theo Blaise Konkou verließen die Band. Hinzu kam der Multiinstrumentalist Tidiani Koné, der Altsaxophon, Trompete, Geige und Gitarre spielte und Begründer der malischen Gruppe Le Rail Band de Bamako war. Außerdem stieg Maximus Adjanohoun, der zuvor bei Les Commandos spielte, an der Rhythmusgitarre ein. Diese Besetzung erfolgte, da der kongolesische Gitarrenstil zu schnell für Melome Clément war und er daher ans Saxophon wechselte.
Nachdem Benin 1972 ein totalitärer sozialistischer Staat wurde, war Poly-Rythmo als populärste Band Benins Mitte der 1970er Jahre gezwungen, das Landesregime zu preisen. Musiker, die dies nicht taten, hatten Konsequenzen wie Haft und Folter zu fürchten. So handelten einige Lieder Poly-Rythmos von Themen wie Sozialismus und „gefallenen Helden“. Dies schaffte ihnen und ihren Familien Sicherheit. Allerdings konnten sie so auch nicht in afrikanischen Ländern auftreten, die eine kapitalistische Ausrichtung hatten. Dies sollte sich ändern, nachdem Poly-Rythmo Benin beim Festival FESTAC 77 (Second World African Festival of Arts and Culture) in Lagos vertrat. Um das ganze Land zu repräsentieren, taten sie sich für dieses Konzert mit Moussa „Franco“ Mama, einem Musiker aus der Region Borgou, und Nicolas Gomez von der Picoby Band aus der Region Zou zusammen. Sie traten unter dem Namen L’Orchestre National du Benin (Nationalorchester Benins) auf und erreichten hinter dem Kongolesen Tabu Ley Rochereau den zweiten Platz. Durch diesen Erfolg wurde Poly-Rythmo über die Grenzen Benins, Togos und Nigers bekannt. Trotz ihrer scheinbaren politischen Ausrichtung folgten Einladungen aus verschiedenen weiteren afrikanischen Ländern.
So spielten sie nun u. a. Konzerte an der Elfenbeinküste, wo sie aufgrund ihres Erfolgs dort vom Präsidenten ausgezeichnet wurden, im Kongo und in Burkina Faso. Bei einer Tour im Jahr 1980 durch Angola, das sich zu dieser Zeit im Bürgerkrieg befand, musste die Band zu ihrem Schutz bewaffnet reisen. Der vom Krieg gezeichnet Bevölkerung positive Erlebnisse zu vermitteln, war eine sehr emotionale Erfahrung für die Mitglieder Poly-Rythmos.
Das beniner Aufnahmestudio Satel war 1977 mit seiner 24-Spur-Technik zu einem der besten Westafrikas herangereift. Begleitbands waren zu dieser Zeit in diesem Studio Poly-Rythmo und Black Santiago. So konnte sich die Band neben Aufnahmen ihrer eigenen Stücke auch einen Namen als Begleitband für beniner Künstler und solchen aus anderen afrikanischen Ländern machen. Auch als Begleitband für die Touren von Künstlern die Benin bereisten, wurde Poly-Rythmo gern gewählt. Besonders hervorzuheben ist die Tour mit Manu Dibango 1978, der nach eigener Aussage (zumindest bis zu diesem Zeitpunkt) mit noch keiner besseren Band gespielt hatte.
Durch den Erfolg der Band, wollte Melome Unterstützung als Bandleader haben. Als seine rechte Hand wurden Eskill Lohento, Vicky, Papillon und Vincent Ahehinnou nominiert, von denen Papillon gewählt wurde. Adissa Seidou sah darin seine Chance, mehr Einfluss auf die Band zu nehmen und Melomes Vormachtstellung zu untergraben. Hierüber kam es zum Streit zwischen Vincent Ahehinnou und Adissa Seidou, durch den sich Ahehinnou gezwungen sah, die Band zu verlassen. Nach eigenen Angaben war es eine Frage des Überlebens.
Papillon wurde zum Hauptarrangeur der Band. Es komponierte einige Soukous-LPs, die die verkaufsstärksten Alben der Band waren. Unter diesen Voraussetzungen schaffte es Adissa, dass er Anfang 1979 von allen Bandmitgliedern außer Eskill Lohento unterstützt wurde, Melome aus der Band zu drängen. Lohento konnte jedoch die Musiker überzeugen, dass sie ihre Position in der Band Melome verdankten und Adissa lediglich ein Produzent sei. Hierdurch wurde das Verhältnis der Band zu Adissa so gestört, dass sie die Zusammenarbeit kurze Zeit später beendeten. Dies hatte zur Konsequenz, dass Poly-Rythmo ihre Fahrzeuge (Tourbus und Motorräder) verlor, die Adissa offiziell gehörten. Nur durch den Einsatz eines Anwaltes konnten sie ihre Instrumente behalten. Poly-Rythmo arbeitete daraufhin mit anderen Produzenten, insbesondere aus Abidjan.
1981 verzieh Melome Adissa und Poly-Rythmo nahm für Albarika Store das Album Reconciliation auf. Es beinhaltete vier Stücke, die von vier unterschiedlichen Komponisten stammten. Papillon fühlte sich während der Aufnahme des Albums bereits krank und reiste nicht mit der Band nach Lagos, um das Album abzumischen. Stattdessen musste er ins Krankenhaus, wo er nach ca. einem Monat am 27. Oktober 1982 verstarb. Der Tod Papillons symbolisierte für viele das Ende Poly-Rythmos. Es folgten aber noch zwei weitere Alben für Albarika Store.

### Scheinbares Nicht-Bestehen (1982–2007)
Ein finanzielles Fiasko entstand 1982 durch die Teilnahme am 2. Festival des Arts Negres in Tripolis (Libyen). Der libysche Zoll verdächtigte Poly-Rythmo Alkohol ins Land zu schmuggeln und zerstörte bei der Suche und aus Frustration keinen zu finden fast die vollständige Ausrüstung der Band. Muammar al-Gaddafi zahlte zwar einen kleinen Teil zurück, aber bei weitem nicht so viel, um den Schaden auszugleichen. Die Band musste sich daraufhin ihr Equipment leihen. Hinzu kam, dass die wirtschaftliche und politische Situation unter dem marxistischen Regime von Mathieu Kérékou immer schlechter wurde. Viele Clubs in Cotonou schlossen, da Ausgangssperren verhängt wurden, die Shows zweimal pro Nacht für staatliche Nachrichten unterbrochen werden mussten und polizeiliche Übergriffe zunahmen. Dies führte dazu, dass Poly-Rythmo immer weniger Engagements erhielt, bis sie nur noch gelegentlich bei Hochzeiten und Militärparaden auftraten. So schien es, sogar in Benin, dass die Band nicht mehr existent sei.
Von Aufnahmen nach den oben genannten bis zum ca. 2000/2001 erschienenen Album „Nouvelle Formule…“ ist nichts bekannt. Dieses beinhaltet Neuaufnahmen alter Stücke. Die Besetzung bei diesem Album war Clément Melome, Eskil Lohento und Cosme Anago (Gesang), Maximus Adjanohoun (Sologitarre), Gustave Bentho (Bassgitarre), Philibert Agbahoungba (Rhythmusgitarre), Cosme Cakpo (Trompete), Loko Pierre (Gesang und Saxophon), Danialou Sagbohan, Mathurin D’Almeida, Bayo Agonglu und Léopold Yehouessi (Perkussion und Schlagzeug), Samuel Gnonlonfoun (Leiter der Blechbläser) sowie Moïse Loko und Léon Hounnonkpe (Klavier).
2001 verstarb Léopold Yehouessi. 2002 verließ Eskill Lohento die Band. Er verstarb 2006.

### Cotonou Club (2007–2011)
2007 interviewte die französische Radioreporterin Elodie Maillot Poly-Rythmo nach einem Auftritt beim Unabhängigkeitsfest Benins. In Gesprächen nach dem Interview kam die Idee auf, Poly-Rythmo ein Konzert außerhalb Afrikas zu ermöglichen. Hieraus entstand eine Zusammenarbeit zwischen Maillot und Poly-Rythmo, die zu einer Tour durch Europa (2009), West-Afrika (2010) und einem Konzert in Brasilien (2010) führte. Dies waren die ersten Auftritte der Band außerhalb Afrikas.
2011 erschien Cotonou Club, ein neues Album der Band, dass neben Neueinspielungen alter Stücke auch neue Stücke und Lieder der verstorbenen beniner Künstler Gnonnas Pedro und William Amoussou enthält. Mit beiden Künstlern arbeitete die Band auch in der Vergangenheit.  Die Besetzung bei diesem Album war Mélomé Clément (Bandleader und Saxophon), Vincent Ahéhéhinnou (Gesang), Gustave Bentho (Bassgitarre), Pierre Loko (Tenorsaxophon und Perkussion), Anago Cosme (Gesang), Maximus-Unitas Adjanohun (Gitarre), Fifi LePrince (Gitarre), Vital Assaba (Keyboard), Moïse Loko (Keyboard), Bonaventure Didolanvi (Schlagzeug) und Célestin Honfo (Perkussion). Vincent Ahéhéhinnou stieg 2009 wieder bei der Band ein. Maximus-Unitas Adjanohun spielte bereits bei FESTAC 77 mit Poly-Rythmo. Moïse Loko trat vor über 15 Jahren bei einer Tour durch Niger der Band bei. Bonaventure Didolanvi war zuvor in Cotonous Afro-Jazz-Szene aktiv und gehört seit 2009 zur Band. Als Gastmusiker sind auf dem Album die beniner Sängerin Angélique Kidjo, die malische Sängerin Fatoumata Diawara sowie Paul Thomson und Nick McCarthy von der schottischen Band Franz Ferdinand zu hören.

### Nach 2011
Am 17. Dezember 2012 verstarb der Bandleader Mélomé Clément im Alter von 68 Jahren an einem Herzinfarkt.
Vincent Ahehehinnou, Gustave Bentho und Loko Pierre beschlossen die Band weiterzuführen, was im 2016 erschienenen Album Madjafalao resultierte.

## Stil
Das Orchestre Poly-Rythmo de Cotonou spielt verschiedene Stile, die in Benin der 1970er Jahre populär waren, sowie eine Verschmelzung dieser. Bei vielen Stücken handelt es sich um traditionelle Musik, die mit Jerk angereichert ist (Jerk ist die westafrikanische Bezeichnung für Soul und Funk). Diese Lieder basieren auf Rhythmen, die aus der Vodun-Religion stammen. Häufig entsteht so ein Sound, der dem Afrobeat ähnlich ist. Neben diesen landestypischen Elementen sind einerseits Einflüsse der benachbarten Länder Nigeria und Ghana erkennbar, andererseits aber auch die kulturelle Nähe zu anderen französischsprachigen afrikanischen Ländern, wie dem Kongo. Erstgenannter Einfluss manifestiert sich durch Afrobeat und Highlife, zweitgenannter durch Soukous.
Auch Salsa sowie karibische (insbesondere kubanische) und lateinamerikanische Stile sind in der Musik Poly-Rythmos zu finden.

## Diskografie
Das Orchestre Poly-Rythmo de Cotonou veröffentlichte in seiner Blütezeit mehrere Dutzend LPs und Singles.
Folgende Diskografie bezieht sich nur auf die Veröffentlichungen der letzten Jahre.
| Titel                                                                 | Label                 | Jahr            | Anmerkung |
| --------------------------------------------------------------------- | --------------------- | --------------- | --- |
| Nouvelle Formule…                                                     | ACP Production        | ca. 2000 / 2001 | aktuelle Aufnahmen, ohne stilistischen Schwerpunkt |
| Reminiscin’ in Tempo – African Dancefloor Classis [sic]               | Popular African Music | 2003            | Kompilation mit Soukous- und Salsa-Stücken |
| The Kings of Benin Urban Groove 1972 – 80                             | Soundway Records      | 2004            | Kompilation, ohne stilistischen Schwerpunkt |
| The Vodoun Effect – Funk & Sato from Benin’s Obscure Labels 1972–1975 | Analog Africa         | 2008            | Kompilation mit Afrobeat-, Funk- und Vodun-Stücken, die ursprünglich auf kleinen beniner Labels erschienen sind. Viele der Lieder basieren auf den Vodun-Rhythmen Sato und Sakpata. |
| Echos Hypnotiques – From the Vaults of Albarika Store 1969–1979       | Analog Africa         | 2009            | Kompilation mit Afrobeat-, Funk- und Vodun-Stücken, die ursprünglich auf dem beniner Label Albarika Store erschienen sind.                                                          |
| Cotonou Club                                                          | Strut Records         | 2011            | aktuelle Aufnahmen, primär Afrobeat, Funk und Vodun |
| Cotonou Club / Radio Poly-Rythmo                                      | Sound d’Ailleurs      | 2011            | limitierte Auflage von Cotonou Club mit der Bonus-CD Radio Poly-Rythmo, die Liveaufnahmen, Radiobeiträge und Videos enthält                                                         |
| The 1st Album                                                         | Analog Africa         | 2011            | Wiederveröffentlichung des ersten Albums von 1973. Zwei der vier Titel sind allerdings in anderen Versionen, als auf dem Originalalbum zu hören.                                    |
| The Skeletal Essences of Afro Funk                                    | Analog Africa         | 2013            | Kompilation 1969–1980 |
| Madjafalao                                                            | Because Music         | 2016            | aktuelle Aufnahmen |